# Курильська десантна операція
Курильська десантна операція відбувалася в часі з 18 серпня по 4 вересня 1945 року, здійснювалася збройними силами СРСР проти японських військ у часі Другої світової війни, проводилася з метою перейняти контроль над Курильськими островами, є частиною радянсько-японської війни.

## Співвідношення сил перед початком операції та їх дислокація
СРСР:
- у складі Другого Далекосхідного фронту — Камчатський оборонний район, що складався з
  - 101-ї стрілецька дивізія,
  - 128-ма змішана авіадивізія — від 78 до 42 літаків[2],
  - батальйон морської піхоти,
  - гаубичний артилерійський полк
- Петропавловська військово-морська база
  - 60 кораблів та суден,
  - 2-й окремий бомбардувальний полк морської авіації
  - батареї берегової артилерії

Японська імперія
- 5-й фронт —
- 27-ма армія
  - 89-та піхотна дивізія — острови Ітуруп, Кунашир, Мала Курильська гряда,
  - 91-ша дивізія — острови Онекотан, Парамушир, Шумшу,
  - підрозділи 11-го танкового полку на островах Парамушир та Шумшу,
  - 31-й полк протиповітряної оборони — на острові Шумшу,
  - 41-й окремий змішаний полк на острові Матуа,
  - 129-та окрема піхотна бригада — на острові Уруп.

## Задум десантної операції та чисельність сил десанту
Після успішного проведення Південно-Сахалінської операції радянськими військами на острові Сахалін створилися сприятливі умови для захоплення Курильських островів. Радянське військове керівництво складає план, згідно якого радянські частини мали зайняти острови Великої Курильської гряди, першочергово — Сюмусю-то та Парамусіру, по тому — Оннекотан-то. Серед цих островів найбільш укріпленим був Шумшу, що розміщувався в 6,5 милях від південного узбережжя Камчатки, там розміщалася 73-тя піхотна бригада японської 91-ї піхотної дивізії, 31-й полк протиповітряної оборони, фортечний артилерійський полк, неповний склад 11-го танкового полку, аеродромна команда, гарнізон військово-морської бази та окремі підрозділи. На Шумшу була створена інженерна система протидесантної оборони, глибина якої сягала 3-4 кілометрів, загалом було 310 закритих кулеметних точок, 34 бетонні артилерійські доти та, 24 дзоти, чисельні підземні військові укриття — для вояків та військового майна — глибиною до 50 метрів. Переважна більшість оборонних споруд сполучалася підземними ходами у єдину оборонну систему.
Загальна чисельність гарнізону Шумшу становила 8500 військових, на острові було понад 100 гармат та 100 танків. Військові об'єкти були ретельно замаскованими, збудовані були й несправжні (відволікаючі) оборонні споруди, про переважну більшість їх радянському керівництву відомо не було. У випадку необхідності гарнізон міг поповнитися з сусіднього добре укріпленого острова Парамушир, де могло розміщатися до 13000 японських вояків — військово-морська база Касівабара, на озері Беттобу було обладнано базу для гідроавіації.
Безпосередньо перед початком операції на Курильських островах знаходилося до 80 000 японських військових, понад 200 гармат та 60 танків. Аеродроми на островах могли забезпечувати перебування близько 600 літаків, однак майже всі вони були відкликані на Японські острови — для нальотів на американські війська.
Гарнізони островів північніше Онекотану підпорядковувалися командуючому на Північних Курилах генералу Фусакі Цуцумі, південніше острова — генералу Кіітіро Хігуті, командуючому 5-м фронтом, штаб якого розміщувався на острові Хоккайдо.
На островах було обладнано 9 аеродромів та посадкових майданчиків, котрі могли приймати до 600 літаків.
Згідно задуму радянського керівництва, морський десант мав несподівано висадитися на північно-західній частині Шумшу здійснювати головний удар в напрямі військово-морської бази Катаока, захопити острів та використовувати його як плацдарм для подальших захоплень островів гряди; вихідним пунктом операції був Петропавловськ-Камчатський. Командир Петропавловської військово-морської бази каперанг Дмитро Пономарьов керував морськими силами висадки десанту, командир 101-ї стрілецької дивізії генерал Порфирій Дьяков командував десантом, командуючий Камчатським оборонним районом генерал Олексій Гнечко був безпосереднім керівником операції. Загальне керівництво десантною операцією здійснював з Владивостока командуючий Тихоокеанським флотом адмірал Іван Юмашев.
Остаточним планом десантним частинам було наказано провести висадження у ніч на 18 серпня на північній частині Шумшу — між мисами Кокутан та Котомарі, у випадку відсутності японської протидії першій хвилі десанту на острові друшій десантній хвилі наказувалося десантуватися на Парамуширі, ціллю була військово-морська база Касіва. Десантуванню мала передувати артилерійська підготовка 130-мм берегової батареї з мису Лопатка — найпівденніша частина Камчатського півострова, та артилерійське бомбардування. Безпосереднє забезпечення артилерійської підтримки десанту покладалося на корабельну артилерію загону артилерійської підтримки та авіацію.
Десантні сили формувалися переважно зі складу 101-ї стрілецької дивізії, що базувалася в Камчатському оборонному районі — 2 стрілецькі полки, 1 артилерійський полк, винищувальний протитанковий дивізіон та батальйон морської піхоти — загалом 8363 бійці та офіцери при 123 мінометах, 95 гарматах, 120 важких та 372 легких кулеметах. Поділявся десант на передовий загін та два ешелони головних сил.
Корабельна флотилія складалася з 8-и патрульних катерів, 4-х тральщиків, 2-х сторожових кораблів, 2-х катерів-тральщиків, 2-х торпедних катерів, 2-х самохідних барж, мінного загороджувача, підводного човна, плаваючої батареї та 17-ти транспортних й 16-ти спеціальних кораблів, отриманих по ленд-лізу. Ці судна були зведені в чотири загони — загін засобів висадження та транспортів (командир — капітан 2-го рангу Г. В. Богородський), загін охорони (капітан 3-го рангу Скиба), загін тралення (капітан-лейтенант П. П. Олейник) та загін кораблів артилерійської підтримки (капітан 3-го рангу І. Д. Сизов) — сторожові кораблі «Дзержинський» та «Кіров» і мінний загороджувач «Охотськ»; повітряну підтримку десанту мала здійснювати 128-ма змішана авіаційна дивізія.

## Десант та бої на Шумшу
Увечері 16 серпня командуючий флотом наказує розпочати виконання плану десантної операції. 17 серпня до 17-ї години з порту Петропавловська-Камчатського кораблі з десантом виходять в море — 8363 військових з 123 мінометами та 95 гарматами (в інших джерелах — 8821 чоловік при 205 гарматах та мінометах), їх прикривають винищувальна авіація та підводний човен; нічний перехід здійснювався за умов туману.

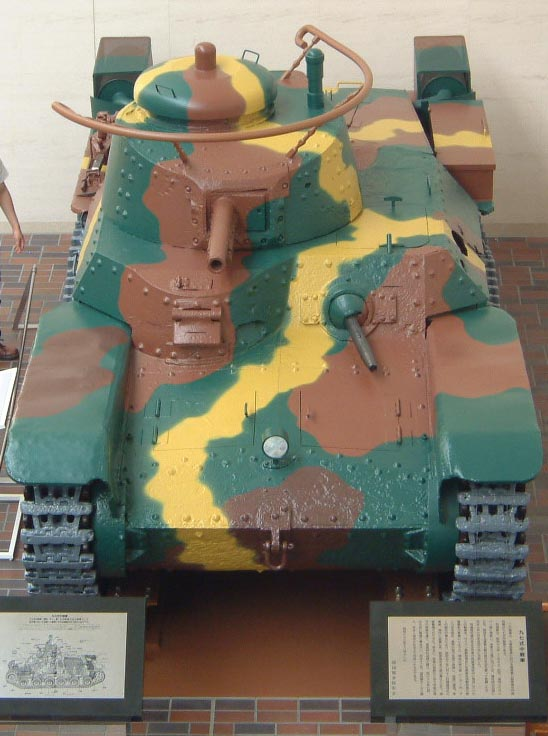
Японський танк «Чі-Ха»

Після півночі кораблі проходять першу Курильську протоку, о 2-й годині 38-й хвилині ночі 18 серпня радянська берегова артилерія на мисі Лопатка (командир — старший лейтенант С. І. Соколюк) відкриває вогонь. По 4-й годині ранку починається висадка — приблизно за 100 метрів від берега, до 5-ї години передовий загін висадився на берег. Приблизно о 5:30 японські батареї починають обстріл радянських кораблів, до 9-ї години завершується висадка першої хвилі головних сил десанту — 138-й стрілецький, 3 артилерійські дивізіони та рота протитанкових рушниць, десантники захоплюють дві важливі висоти; в швидкому часі японська протидія різко зростає.
Японські військові сили здійснюють контратаки за підтримки танків, бій приймає запеклий характер, в ході якого доходило до рукопашних зіткнень. Чимало важливих позицій та сопок кілька разів переходили від однієї сторони до іншої, в тому часі амбразури японських дотів своїми тілами закрили старшина 1-ї статті Н. А. Вилков та червонофлотець П. І. Ільїчов, у часі цих боїв сталася більша частка усіх втрат в життях. Японське керівництво безперервно посилювало свої війська на Шумшу, перекидаючи підкріплення з Парамушира.
У другій частині дня японське угрупування здійснює головну атаку, в якій були задіяні усі танки. З великими втратами японські сили просунулися вперед, однак не змогли скинути в море десант, при цьому переважна більшість танків була знищена — гранатами та протитанковими рушницями, по тому на японську бронетехніку наводиться вогонь корабельної артилерії. В ході боїв було знищено чи пошкоджено з 60 танків 40 одиниць, в японських джерелах — 27, загинув японського командир танкового полку, з радянського боку було вбито 200 десантників.
По десантних кораблях, що підходили до берега з наступними хвилями десанту, японцями ведено прицільний вогонь, що завдав чимало шкоди. Були потоплені чи знищені вогнем біля берега 7 десантних суден, 2 малі катери, 1 прикордонний катер — загинуло 5 членів екіпажу та 6 поранено; пошкоджено 7 десантних суден та 1 транспорт, в екіпажах були значні втрати. Японська авіація також здійснювала атаки на кораблі, однак без особливого успіху — трохи було пошкоджено сторожовий корабель «Кіров» та поранено 2-х червонофлотців, 2 японські літаки були збиті зенітним вогнем. Дії радянської авіації утруднювалися туманом, майже 350 бойових вильотів здійснювалися лише по глибині японської оборони та Парамуширу. До вечора на острів висаджується друга хвиля десанту — 373-й стрілецький полк, артилерійський полк та рота піхоти; за той день в бою було захоплено 250 японців та 3 артилерійські батареї, радянські льотчики здійснили 91 бойовий виліт.
На ранок 19 серпня перед червоноармійцями зосереджувалося до 5 батальйонів піхоти, близько 70 гармат та 60 танків. Радянський наступ продовжувався із великим труднощами, однак запеклого характеру бої вже не мали; червоноармійці починають застосовувати тактику послідовного придушення вогневих точок масованим артилерійським вогнем. При цьому знизилися стрімко втрати наступаючих, швидкість наступу також. Після отримання інформації про капітуляцію Японії близько 18-ї години командир японських військ на Курильських островах висилає парламентера до командира радянського десанту з пропозицією розпочати перемовини про капітуляцію; бойові дії припиняються. Цього дня японською авіацією біля острова Шумшу був потоплений радянський катер-тральщик.
20 серпня загін радянських бойових кораблів направляється на Шумшу до військово-морської бази Караока, щоб прийняти капітуляцію японського гарнізону, однак був обстріляний з даного острова та Парамушира. В другій Курильській протоці були ушкоджені мінний загороджувач «Охотськ», убито 3 членів екіпажу та поранено 12, і сторожовий корабель «Кіров» — поранено 2. З кораблів відкрито у відповідь вогонь, вони відходять в море; командуючий операцією генерал-майор Гнечко на це наказує відновити наступ на острів Шумшу та провести авіаційні бомбардування Парамушира. Після масованого бомбардування радянські десантники просуваються на 5-6 кілометрів, по цьому спішно прибуває японська військова делегація зі згодою на капітуляцію.
Однак насправді японське керівництво в ході перемовин усіляко затягувало перемовини та капітуляцію гарнізону Шумшу. Тоді Ставка Верховного Головнокомандування наказує перекинути з Камчатки на Шумшу 2 стрілецькі полки, до ранку 23 серпня зайняти острів і розпочати десантування на Парамушир. 22 серпня один радянський літак здійснив показове бомбардування японських острівних батарей, а підводний човен «Л-12» (капітан-лейтенант П. З. Щегланцев) потопила японський озброєний транспорт.

## Капітуляція японських сил та зайняття північних Курильських островів
23 серпня генерал-лейтенант Фусакі Цуцумі, командувач японськими військами на північних Курильських островах, приймає умови капітуляції та наказує відвести війська в збірні пункти для здачі в полон, після чого здається й сам; того ж дня капітулювало — із врахуванням захоплених в бою — 525 офіцерів та 11700 солдатів. Було захоплено 74250 гвинтівок, 214 легких кулеметів, 123 важкі кулемети, 40 гармат, 20 зенітних кулеметів, 17 гаубиць, 9 зеніток, 7 літаків та декілька вцілілих танків.
23 серпня радянським військам здався і військовий гарнізон Парамушира — близько 8000 військових — 74-та піхотна бригада 91-ї піхотної дивізії, 18-й та 19-й мортирні дивізіони та рота 11-го танкового полку — на чолі з командиром 74-ї бригади генерал-майором Івао Сугіно, було захоплено до 50 гармат і 17 танків.
В боях за Шумшу радянські втрати склали 416 чоловік вбитими, 123 пропали безвісти — переважно потонули при висадженні, 1028 пораненими. У японських військ втрати склали 1018 чоловік, з них вбитими — понад 300.
24 серпня сили Тихоокеанського флоту починають зайняття решти Курильських островів, острови від Парамуширу до Онекотану займалися силами Камчатської військово-морської бази та Камчатського оборонного району, котрі брали участь у боях за Шумшу. Перевезення десантів здійснювалися за вельми несприятливих погодних умов — при штормовій погоді та частих туманах. 25 серпня після висадження червонофлотців без бою капітулюють гарнізони островів Сірінкі-то, Маканру-то, Онекотан та Мацуа; деякі гарнізони японці встигли вивезти.
Загалом на північних островах Курильської гряди було роззброєно та полонено 30442 японських військових, у тому числі 1280 офіцерів та 4 генерали (на Шумшу — понад 12 000, Парамуширі — понад 8000). При цьому було захоплено трофейних 20108 гвинтівок, 923 кулемети, 202 гармати, 101 міномет та військове майно.

## Переймання контролю над південними Курильськими островами
22 серпня головнокомандуючий радянськими військами на Далекому Сході маршал СРСР Олександр Василевський віддає наказ керівництву Тихоокеанського флоту Північної Тихоокеанської флотилії, котрою командував віце-адмірал Володимир Андреєв, спільно з керівництвом Другого Далекосхідного фронту спланувати та провести зайняття південних Курильських островів.
Для здійснення операції виділялися 355-та стрілецька дивізія зі складу 87-го стрілецького корпусу 16-ї армії, 113-та стрілецька бригада та артилерійський полк. Головними островами для десантування визначалися Ітуруп та Кунашир, після того острови Малої Курильської гряди, командиром десантної операції по зайняттю південних Курильських островів призначено капітана 1-го рангу І. С. Леонова; загін кораблів з десантом мав відходити із сахалінського порту Отомарі.
27 серпня із Отомарі до острова Уруппу виходить 2 тральщики з двома стрілецькими ротами — загалом 344 бійці, перехід відбувався за несприятливих погодних умов, 28 серпня загін прибуває до визначеного місця і приймає капітуляцію головних сил японської 129-ї піхотної бригади.
28 серпня 2 тральщики з десантом в 1079 бійців (командиром десанту був капітан-лейтенант Г. І. Брунштейн, командував 442-м стрілецьким полком підполковник І. П. Скуба, 387-м полком — підполковник І. А. Акімов) підходять до острова Еторофу, там вони приймають капітуляцію головних сил 89-ї піхотної дивізії — 13500 вояків та старшин на чолі з командиром генерал-лейтенантом Кенносуке Огавою (Кейто Угава). Ранком того ж дня був висланий на Еторофу повітряний десант — 34 бійці на 2-х літаках зразка «Каталіна» із завданням захопити аеродром, однак через погані погодні умови літаки приводнилися у віддалених частинах острова, десантники виконати завдання не змогли, заблудилися та зустрілися із морським десантом лише 1 вересня.
1 вересня кілька загонів кораблів з десантом (командував капітан-лейтенант М. Л. Звягін) прибувають в бухту Фурука-маппу на острові Кунасірі — спочатку тральщик із стрілецькою ротою — 147 бійців, потім 2 десантних судна та 1 сторожовий корабель привезли 402 десантники та 2 гармати, по тому — 2 тральщики, 2 транспорти і 1 сторожовий корабель з 2479 десантниками й 27 гарматами, і наприкінці 3 транспорти й 1 тральщик довезли 1300 бійців при 14 гарматах. Японський гарнізон числом в 1250 чоловік (в інших джерелах — 2250) капітулював; такі великі десантні сили перевозилися на острів з метою створення планованої військово-морської бази, звідти мали діяти десанти по зайняттю сусідніх островів.
1 вересня був зайнятий і острів Сікотан-то — 2 тральщики і мінний загороджувач «Гижига» доставили стрілецький батальйон (комбат — майор Г. З. Хазієв) — 830 бійців при 2 гарматах; японський гарнізон — капітулювали 4-та піхотна бригада й польовий артилерійський дивізіон — до 4800 вояків й старшин — під керунком генерал-майора Садасіті Доі (Дзіо Дой).
На початку вересня радянськими морськими десантами займаються решта островів Хабомаі (Мала Курильська гряда) — 2 вересня капітулював гарнізон Акіюрі — 10 чоловік, 3 вересня — гарнізони островів Юрі — 41 вояк та 1 старшина, Сібоцу — 420 солдатів та старшин і Тараку-то — загалом 92 військових. 4 вересня здалося близько 100 японських бійців на островах Тодо.
Загалом на Курильських островах до радянського полону потрапило близько 20000 японських військових, це відбувалося без бойових дій. Відбувалися дрібні інциденти щодо порушень умов капітуляції — евакуація військових до Японії, втеча японських цивільних на морських суднах, знищення японськими військовими своєї зброї та воєнного майна. Після боїв на острові Шумшу Тихоокеанський флот біля Курильських островів втрат не зазнав.

## Наслідки операції, нагороди та вшанування пам'яті
Радянські втрати в операції на Шумшу склали 416 вбитими, 123 пропалими безвісти, 1028 поранено. У японців було вбито понад 300, загальні втрати — 1018.
Загалом було роззброєно та полонено на Курильських островах 50 442 японських вояків та старшин (в інших джерелах — до 60 000), у тому числі 4 генерали. Як військові трофеї було захоплено понад 300 гармат й мінометів, 217 автомобілів та тягачів, приблизно 1000 кулеметів. Близько 10 000 військових японське керівництво встигло вивезти до Японії.
Морська авіація тільки за 2 перші дні здійснила 551 літако-виліт, пошкодивши близько 30 японських кораблів, загалом було здійснено 5419 вильотів, кораблі флоту провели 27 конвоїв.
Планувалося також десантування на острів Хоккайдо, однак в останню хвилю було відмінене особисто Йосипом Сталіним.
Серед учасників десанту на Шумшу 3000 були нагороджені радянськими військовими орденами та медалями. Дев'ять з них вдостоїлися звання Героя СРСР:
- Вилков Микола Олександрович, старшина 1-ї статті, боцман плавбази «Північ» (посмертно),
- Гнечко Олексій Романович — генерал, командувач Камчатським оборонним районом 2-го Далекосхідного фронту,
- Ільїчов Петро Іванович, червонофлотець, рульовий катера МО-253 (посмертно),
- Кот Василь Андрійович, старший лейтенант, старший інструктор політвідділу 101-ї стрілецької дивізії, замполіт передового загону десанту,
- Пономарьов Дмитро Георгійович, капітан 1-го рангу, командир Петропавловської військово-морської бази,
- Почтарьов Тимофій Олексійович, майор, командир батальйону морської піхоти,
- Савушкін Степан Авер'янович, старший лейтенант, командир стрілецької роти (посмертно),
- Сигов Василь Іванович, старшина 1-ї статті, старшина-механік десантної баржі (посмертно),
- Шутов Петро Іванович, майор, начальник штабу 302-го стрілецького полку.

Нагороджені бойовими відзнаками були й військові частини — 101-ша стрілецька дивізія, 138-й, 302-й та 373-й стрілецькі полки, 279-й та 428-й артилерійські полки, 888-й винищувальний авіаполк, 903-й бомбардувальний авіаційний полк, сторожові кораблі «Дзержинський» та «Кіров», мінний загороджувач «Охотськ» став гвардійським.
У Петропавловську-Камчатському та Південно-Сахалінську споруджено пам'ятники на честь радянських вояків, загинулих в ході операції.